# C-3PO
C-3PO ou See-Threepio é um androide do mundo fictício de Star Wars (Guerra nas Estrelas). É um "droide de protocolo" (intérprete e relações-sociais) fluente em 6 milhões de meios de comunicação. Foi inspirado na robô Maschinenmensch de Metrópolis.
Sempre junto com seu parceiro R2-D2, C-3PO é o único (ao lado de R2) personagem a aparecer nos 9 filmes e até mesmo no spin-off Rogue One e além do mais sendo interpretado pelo mesmo ator (Anthony Daniels).
C-3PO, junto com seu companheiro R2-D2, são os personagens mais queridos de Star Wars, devido à comicidade e personalidades que ambos, mesmo robôs, possuem. "3PO", como é apelidado, é um droide medroso, pessimista e atrapalhado, sempre criticando ou ironizando seu companheiro R2-D2. Apesar de reclamar constantemente e exclamar "Ó céus!" e "Estamos perdidos!", C-3PO é leal e prestativo em suas funções, e suas habilidades linguísticas ajudaram seus companheiros mais de uma vez. Apesar de ser uma máquina, é visto como um amigo por aqueles a quem ele serve.

## TrilogiaPrequela

### A Ameaça Fantasma
C-3PO aparece pela primeira vez em Star Wars Episódio I - A Ameaça Fantasma como a criação de Anakin Skywalker, que o construiu a partir de todo tipo de sucata para ajudar sua mãe, Shmi Skywalker. (A história "Graças ao Criador!" de Star Wars Tales explica que Anakin encontrou as peças que formariam C-3PO em um amontoado de lixo, e adivinhou que eram muito antigas).
Em A Ameaça Fantasma, C-3PO conhece seu futuro parceiro, R2-D2,o Mestre Jedi Qui-Gon Jinn, a rainha Padmé Amidala de Naboo, e Jar Jar Binks; C-3PO e R2-D2 cooperaram juntos pela primeira vez para aperfeiçoar o podracer de Anakin para a corrida de podracers que ele iria participar.
Pouco tempo depois, C-3PO se torna parte do grupo de auxílio a Anakin durante a corrida, onde ele vê Anakin derrotar Sebulba. C-3PO e Anakin se despedem quando Qui-Gon liberta o garoto, depois de ganhar uma aposta com o mestre de Anakin, Watto. Antes de partir, Anakin assegura ao droide que sua mãe Shmi nunca iria vendê-lo.
Nessa época ele era simples, com todos os seus mecanismos expostos. Alguns anos depois, a mãe de Anakin, Shmi, lhe deu placas de revestimento para protegê-lo das tempestades de areia. Por ter sido construído por Anakin, C-3PO era propriedade dele, que o deixou com sua mãe para este a auxiliar nas atividades do dia a dia.

### O Ataque dos Clones
Em Star Wars Episódio II: O Ataque dos Clones, cerca de 10 anos depois, Shmi é sequestrada pelo Povo da Areia. Sentindo que sua mãe está em perigo, Anakin viaja com Padmé para Tatooine, onde eles se reencontram com C-3PO, agora com um corpo revestido. Ele reconhece Anakin e Padmé instantaneamente e apresenta-os a Owen e Cliegg Lars, respectivamente meio-irmão e padrasto de Anakin, além de Beru Whitseun, namorada de Owen. Quando Anakin retorna com o corpo de sua mãe, C-3PO atende seu funeral.
Após a visita de Anakin e Padmé para Tatooine, C-3PO acompanha-os até o planeta Geonosis para resgatar Obi-Wan Kenobi. Pouco depois, ele segue R2-D2 em uma fábrica de droides de batalha, onde sua cabeça fica temporariamente ligada ao tronco de um droide de batalha, enquanto a cabeça do droide é colocada sobre o torso de C-3PO. Influenciado pela programação do droide de batalha, C-3PO participa com relutância da cena de batalha do clímax do filme, onde ele é parado por Kit Fisto. Tendo sido restaurado por R2-D2, ele deixa Geonosis com os outros protagonistas. No final do filme, R2-D2 e C-3PO são as únicas testemunhas do casamento de Anakin e Padmé Amidala.
Como Anakin se casou com Padmé, C-3PO também passou a trabalhar para ela, que lhe deu novo revestimento, dourado, para missões diplomáticas.

### A Vingança dos Sith
Em Star Wars Episódio III: A Vingança dos Sith, C-3PO está ciente da gravidez de Padmé e as reuniões realizadas com Bail Organa e Mon Mothma. Depois de Anakin e R2-D2 retornarem do massacre dos Jedi, C-3PO e R2-D2 concluem que o que ocorreu foi o resultado da pressão emocional sobre Anakin. C-3PO se torna uma testemunha ao ver que seu criador foi para o Lado Negro da Força quando ele acompanha Padmé até o planeta vulcânico Mustafar, e Anakin, agora o Lorde Sith Darth Vader, usa a Força para sufocá-la até esta ficar inconsciente; depois C-3PO e R2-D2 levam-na até um lugar seguro. Quando Obi-Wan retorna à sua nave espacial, C-3PO a pilota até Polis Massa e testemunha Padmé dar à luz aos gêmeos Skywalker, Luke e Leia, e falecendo pouco depois. C-3PO e R2-D2 ficam sob a guarda de Bail Organa, que ordena que as memórias de C-3PO sejam apagadas para proteger os gêmeos do pai.

## Trilogia Original

### Uma Nova Esperança
Dezenove anos depois, C-3PO e R2-D2 estão a bordo da nave consular Tantive IV quando esta é atacada por uma nave do Império. Quando R2-D2 tenta deixar a nave para entregar uma mensagem secreta para Obi-Wan Kenobi, C-3PO segue R2-D2 em uma cápsula de escape, que aterra no planeta Tatooine. Lá, C-3PO e R2-D2 são capturados por Jawas, e são levados para serem vendidos. No processo de ser vendido para Owen Lars e seu sobrinho Luke Skywalker, C-3PO convence seus novos proprietários a comprar R2-D2 também.
Ao longo do filme C-3PO é alvo das palhaçadas de R2-D2, mesmo quando C-3PO traduzia a linguagem de R2-D2 para o público. Quando R2 é danificado na Batalha de Yavin, C-3PO oferece para doar quaisquer peças mecânicas para sua reparação; mas essa transferência nunca é confirmada.
Deste filme em diante, tanto R2-D2 quanto C-3PO se tornam propriedades de Luke Skywalker.

### O Império Contra-Ataca
Em O Império Contra-Ataca, C-3PO é responsável por identificar um droíd-sonda do Império, alertando os rebeldes a consciência do Império da sua localização em Hoth. C-3PO escapa com Han Solo, Chewbacca, e a Princesa Leia na Millennium Falcon, enquanto R2-D2 se junta a Luke na sua busca de Yoda. Durante este tempo C-3PO e Solo ficam frequentemente discutindo; C-3PO citando probabilidades e Han desafiando. Depois de uma perseguição através do campo de asteroides de Hoth, a Falcon escapa até a Cidade das Nuvens de Bespin.
Ao explorar um quarto na Cidade das Nuvens, C-3PO leva um tiro de um stormtrooper fora das câmeras. Em busca de C-3PO, Chewbacca segue até a unidade de reciclagem Ugnaught onde ele encontra as partes desmembradas do droide. Quando Darth Vader revela sua presença ao grupo nesse mesmo dia, Chewbacca é enviado para uma cela, mas é permitido reconstruir o droide, o que ele faz mal. Depois disso, Chewbacca carrega o parcialmente reconstruído C-3PO em suas costas durante o invólucro de Han Solo em carbonite.
Com a ajuda do administrador da cidade, Lando Calrissian, Princesa Leia, Chewbacca, e C-3PO fogem da cidade. Tendo C-3PO nas costas de Chewbacca revela-se benéfico, pois quando Boba Fett escapa da cidade, com Han Solo, C-3PO percebe os stormtroopers que os estão perseguindo. Depois de terem fugido de Vader, R2-D2 começa a reparação de C-3PO. No final do filme C-3PO  foi totalmente reparado.

### O Retorno de Jedi
Em O Retorno de Jedi, Luke Skywalker envia C-3PO e R2-D2 para Jabba the Hutt, em que C-3PO é usado como tradutor de Jabba, enquanto R2-D2 serve em seu "barco a vela" voador. Primeira tradução de C-3PO para o senhor do crime é do caçador de recompensas Boushh - Leia disfarçada - reivindicando a recompensa para Chewbacca. Mais tarde, Luke se infiltra no palácio e mata o Rancor de Jabba em um duelo;. após o que Jabba transfere sua corte para o "barca a vela" com Luke, Han e Chewbacca como alimento para o Sarlacc, enquanto Léia serve como escrava de Jabba. Quando Luke tenta fugir, R2-D2 arremessa seu sabre de luz, com o qual ele ataca os guardas de Jabba. No meio da batalha, C-3PO é atacado por Salacious Crumb, que puxa seu fotorreceptor direito antes de serem expulsos por R2-D2. Depois disso os dois escapam do "barco a vela" e são recuperados pelos protagonistas.
C-3PO acompanha a força de ataque à Floresta da Lua de Endor para desativar o gerador de escudo que protege a segunda Estrela da Morte. Quando ele, Han, Luke, Chewbacca e R2-D2 são capturados pelos Ewoks, C-3PO é percebido como um deus por este último. Quando os prisioneiros humanos são ameaçados pelos Ewoks, Luke levita o droide acima da multidão como a demonstração da capacidade do suposto deus, de modo que sejam libertados imediatamente. Mais tarde naquela noite, C-3PO narra a história e as intenções dos rebeldes para a tribo, convence-os a ajudar os rebeldes na Batalha de Endor.

## TrilogiaSequela

### O Despertar da Força
C-3PO é visto com um braço esquerdo pintado de vermelho, mas recebe um braço dourado no final do filme. No filme, ele é visto pela primeira vez na base da Resistência com Léia, que está tentando encontrar Luke, que entrou em exílio anos antes. C-3PO é um espião da rede de droides de espionagem da Resistência, e está ajudando a Resistência na tentativa de encontrar o droide BB-8. Mais tarde, ele, juntamente com Léia e uma equipe da Resistência, encontram Han, o stormtrooper Finn,BB-8, e Chewbacca no planeta Takodana.
Neste filme C-3PO é visto trabalhando para Léia Organa, que pode ter se tornado a proprietária deste após o desaparecimento de Luke.

## Outras aparições

### Rogue One
C-3PO aparece brevemente em Rogue One, acompanhando a tropa da Aliança Rebelde ao planeta Scarif ao lado da Princesa Leia Organa.